# Église de Hageri
L'église de Hageri (estonien : Hageri kirik) est une église luthérienne située à Hageri dans la  commune de Kohila du comté de Rapla en Estonie.

## Galerie

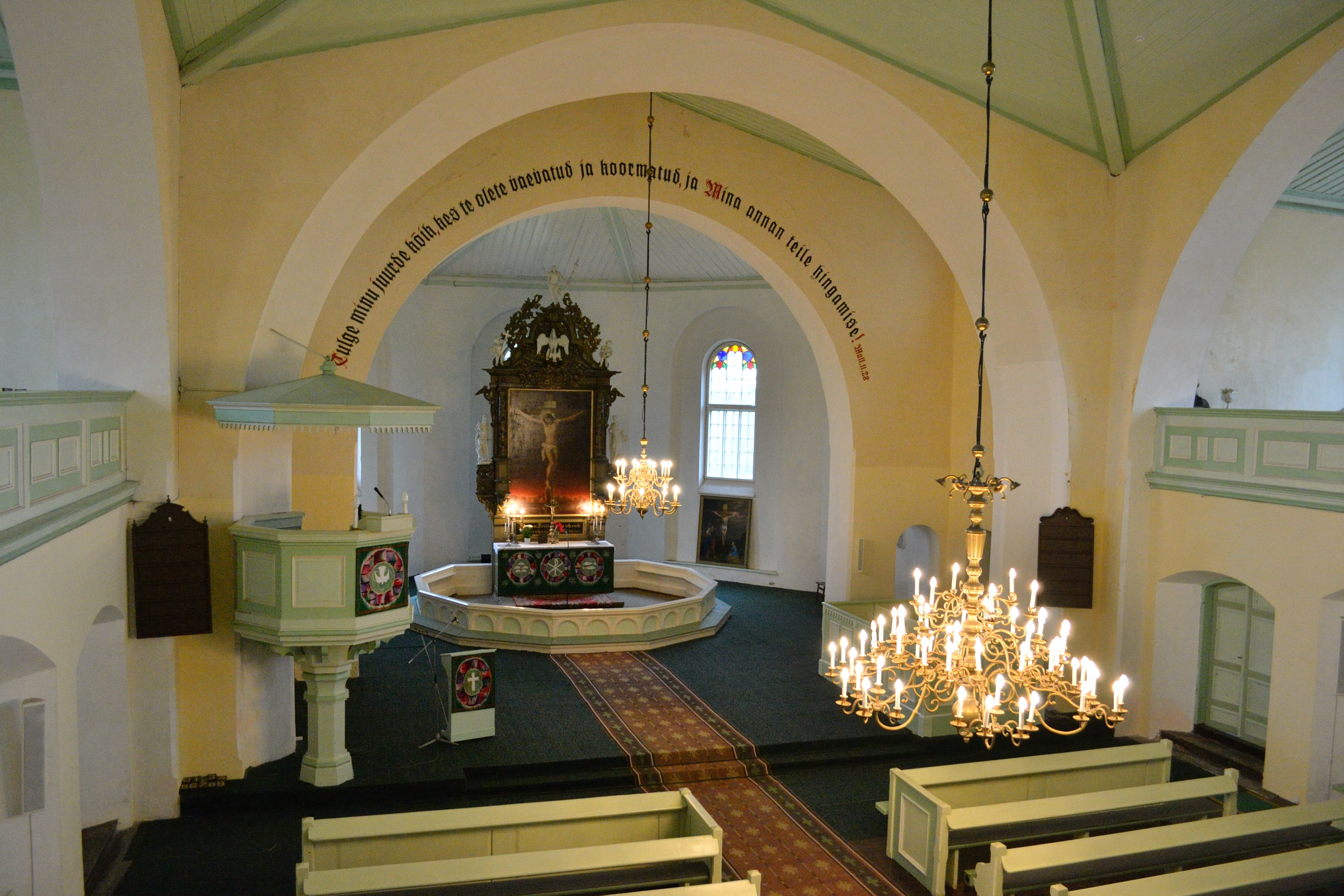
Vue intérieure.
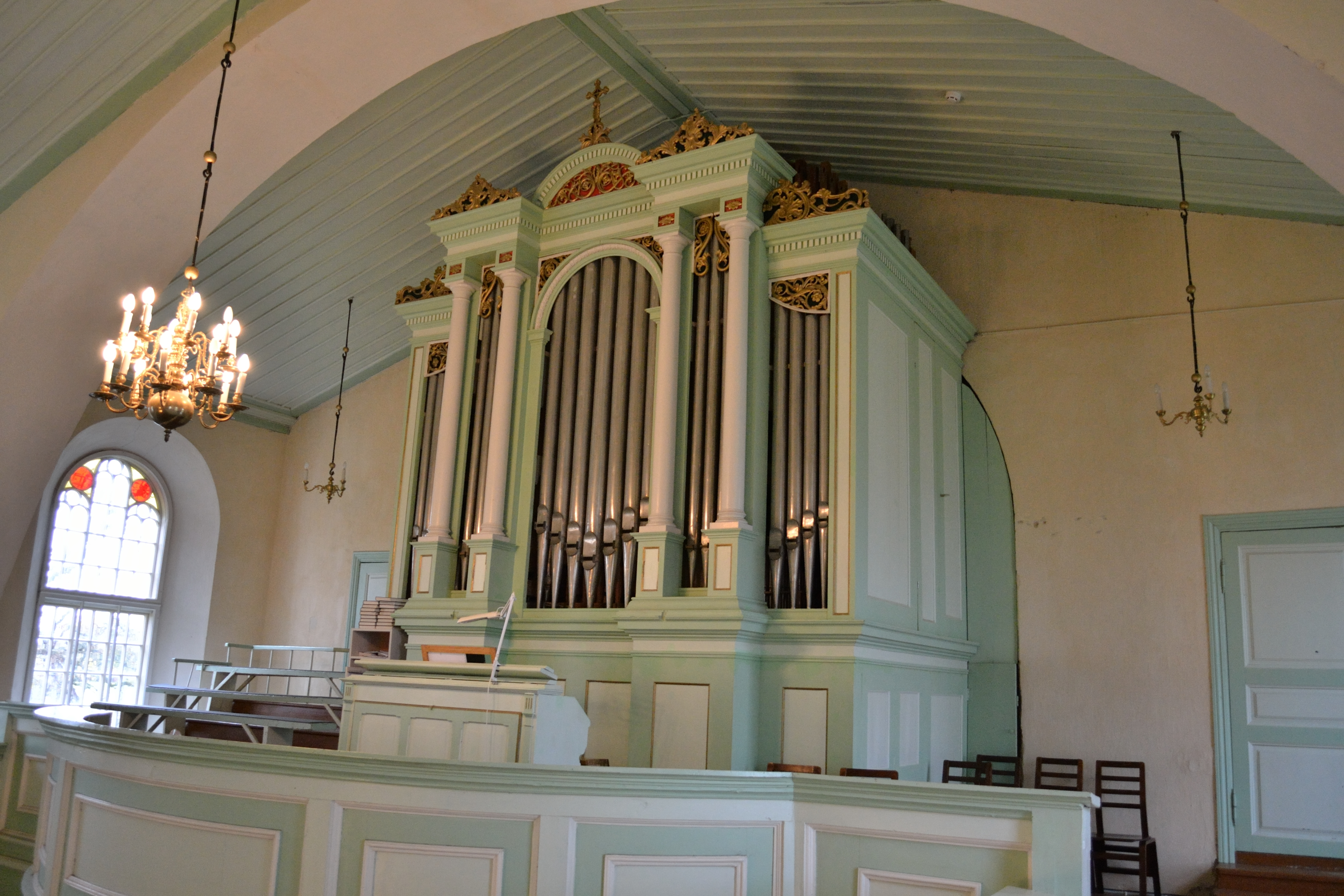
L'orgue.
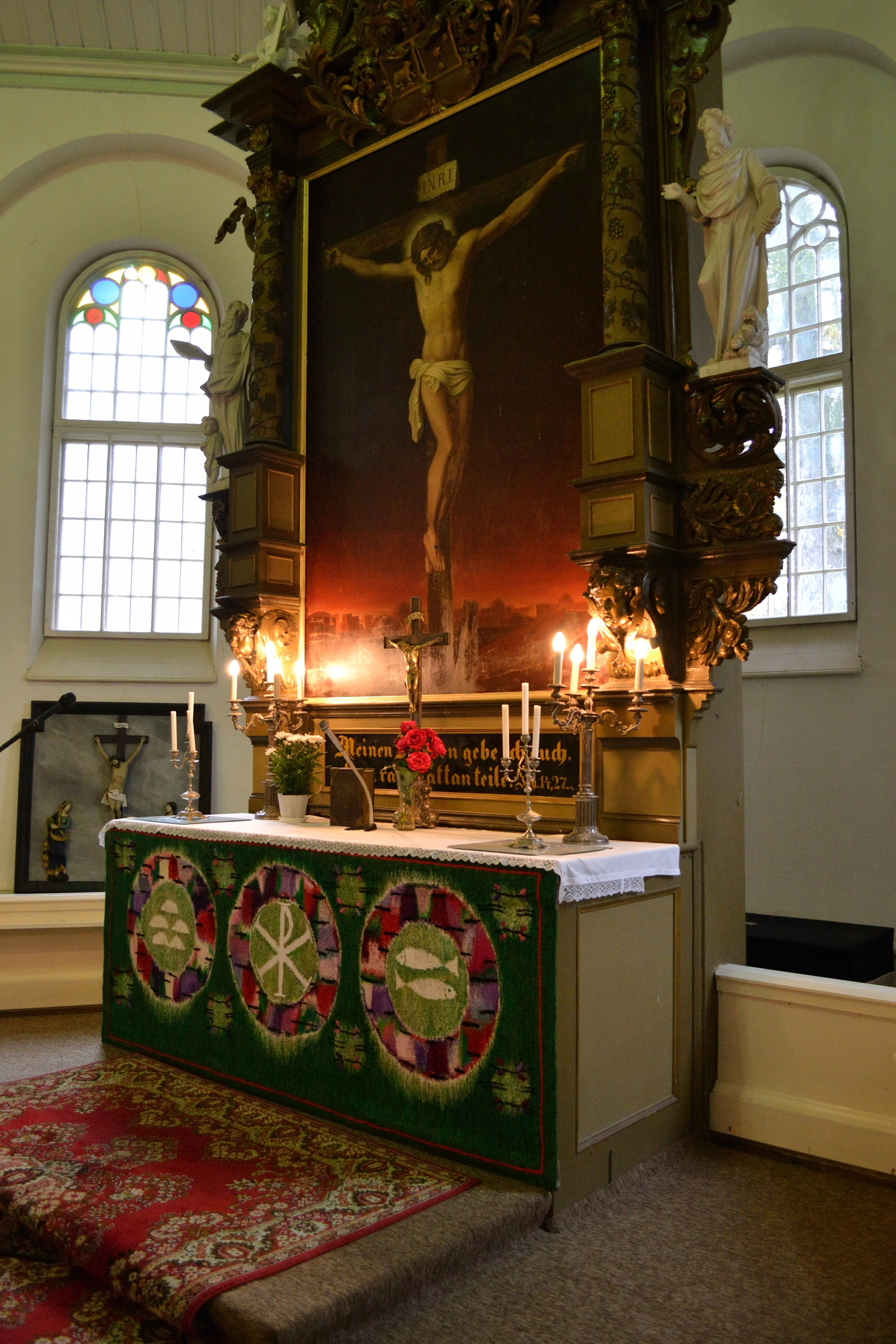
L'autel.